# Nils Forsberg den yngre
Nils Forsberg, född 15 november 1870 i Paris, död 1961, var en svensk-fransk målare och illustratör.
Han var son till Nils Forsberg och Maria Amalia Kihlstedt. Forsberg studerade först vid konservatoriet i Paris där han inte nådde någon större framgång. Han avslutade studierna och följde med föräldrarna till Stockholm 1888. Vid återkomsten till Paris 1889 sökte han sig på sin fars inrådan till Cormons målarskola, under sin studietid där blev han god vän med bland andra Toulouse-Lautrec, Louis Anquetin, Albert Laurens och Erik Werenskiold. Dessa målare konfronterades då och då med de revolutionära impressionisterna Renoir, Pissarro och Monet som de träffade på ett kafé i skolans grannskap. 
Forsbergs studier gick långsamt och fadern fick ofta agera energisk pådrivare för att få sonens studier att gå framåt. Han försökte ett flertal gånger att få med sin konst på Parissalongen och först 1899  fick han medverka med målningen Le marché aux pommes. Detta inspirerade honom till att arbeta hårdare med sin konst och vid Parissalongen 1909 belönades hans tavla Krukmakaren med mention honorable. Tavlan inköptes senare av Toledo museum i USA. 
Två år senare belönades han med tredje klassens guldmedalj för målningen Auteuse de pots och 1911 belönades han med andra klassens guldmedalj för den stora interiörmålningen Les teinturiers och rätten att ställa ut som hors concours på Salongen i framtiden, två av hans utställda tavlor såldes till privatgallerier i New York. Strax före första världskrigets utbrott reste han till Helsingborg för att besöka sin far, under vistelsen där blev han inkallad till krigstjänst, detta engagemang kom att sträcka sig över en tidsrymd av 53 månader. Han var under två år placerad vid överbefälhavaren Joffres generalstab först vid flygvapnet och från 1917 som premiärlöjtnant vid service automobile. Under en period kommenderade han över en isolerad sektion i Vogeserna. Under andra världskriget blev han inkallad på nytt men tjänstgöringen sträckte sig bara till fyra månader. 1940 kastades han ut från sitt hem i Elsass och berövad alla sina ägodelar och förflyttades till Lyon.
Bland hans offentliga arbeten märks den 45 meter långa väggmålningen vid Hôpital Trosseau i Paris och samarbetet med tolv andra franska målare som dekorerade en paviljong i Paris där man kunde följa flygets utveckling. Han utnämndes 1938 till riddare av hederslegionen och var sedan 1940 svensk medborgare. 
Hans konst består av stilleben, porträtt, genremålningar, stads- och landskapsmotiv. Som illustratör medverkade han i tidskriften Cocorico. Han signerade för det mesta sina verk med Nils Forsberg fils. Forsberg är representerad vid Strasbourgs museum med två porträttmålningar.

### Allmänna källor
- Svenskt konstnärslexikon del II sid 218-219, Allhems Förlag, Malmö.
- Nils d.y. Forsberg, konstnärslexikonnet amanda. Läst 2025-01-26.